# Gare de Saint-Valery-Canal
Ne doit pas être confondu avec Gare de Saint-Valery-Port ou Gare de Saint-Valery-Ville.
La gare de Saint-Valery-Canal est une gare ferroviaire française du réseau de chemin de fer touristique du Chemin de fer de la baie de Somme (CFBS), située sur le territoire de la commune de Saint-Valery-sur-Somme, dans le département de la Somme, en région Hauts-de-France. Deux autres gares du CFBS sont installées sur la commune : Saint-Valery-Port et Saint-Valery-Ville.
C'est la première gare de Saint-Valery, mise en service en 1856 par la Compagnie des chemins de fer du Nord. Elle est devenue le centre technique, avec dépôt et atelier du CFBS. Elle n'est pas ouverte aux voyageurs ; néanmoins, elle ouvre au public pour des évènements ponctuels.

## Situation ferroviaire

Carte du réseau CFBS.

Établie à 3 mètres d'altitude, la gare de Saint-Valery-Canal est située sur la ligne de Noyelles-sur-Mer à Saint-Valery, entre les gares de Noyelles-sur-Mer et de Saint-Valery-Port ou Saint-Valery-Ville.
Elle dispose d'un faisceau de voies de services, d'un dépôt et d'un atelier pour le matériel roulant.

## Histoire
La « gare de Saint-Valery » est mise en service le 5 juin 1858 par la Compagnie des chemins de fer du Nord, lorsqu'elle ouvre à l'exploitation sa ligne de Noyelles à Saint-Valery, court embranchement de la ligne d'Amiens à Boulogne.

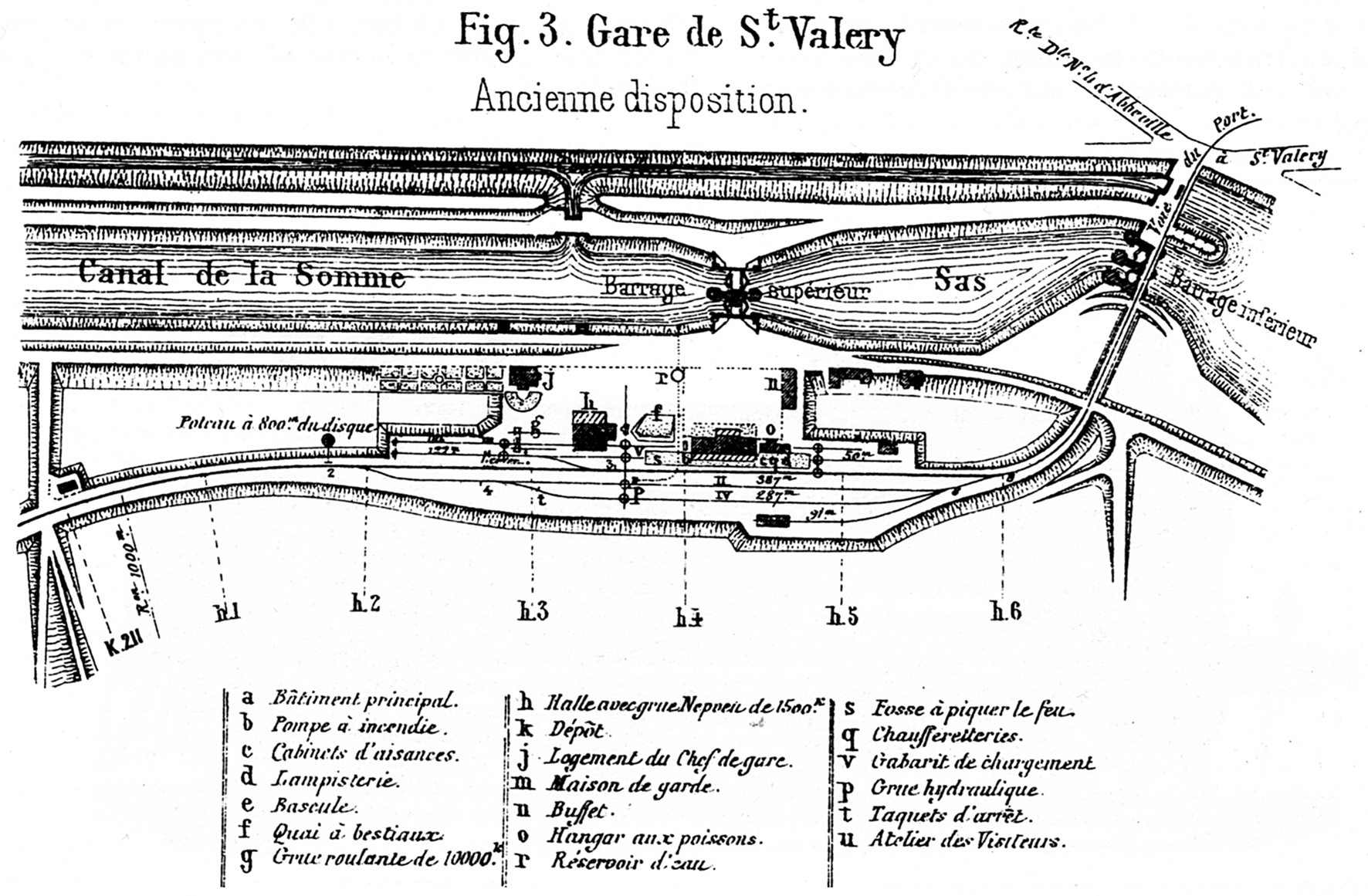
Plan de la gare avant 1887.

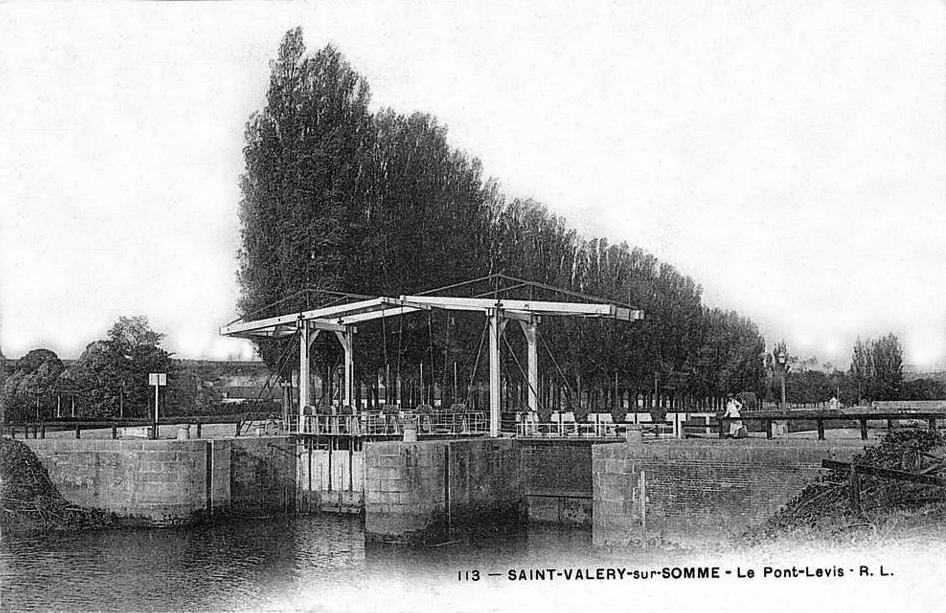
Double pont-levis vers 1900.

En 1866, Eugène Pénel indique que la gare est située près de l'écluse du canal, au fond du port, à six kilomètres de la gare de Noyelles. Le voyageur y trouve de nombreuses correspondances : omnibus pour la ville ; voitures pour Le Tréport, Eu et pendant la saison des bains de mer (août à septembre) le bourg d'Ault et Cayeux ; des voitures de louages et des carrioles à ânes ; plus loin sur les quais, des bateaux de passagers pour Le Crotoy. En gare il y a un bureau du Télégraphe. Pour rejoindre la ville on traverse l'écluse sur un double pont-levis, puis l'on croise le passage d'un « chemin de fer à traction de chevaux qui relie la gare au port ».
Au début des années 1880, la gare comprend un important ensemble d'installations avec, outre le bâtiment principal : une lampisterie, une halle, un dépôt, un hangar aux poissons, un buffet, des cabinets d'aisances, une maison de garde, un logement pour le chef de gare et un atelier des visiteurs. Elle dispose également d'équipements : une pompe à incendie, une bascule, un quai à bestiaux, une grue roulante de 10 000 kg, un réservoir d'eau, une fosse à piquer le feu, un gabarit de chargement, une grue hydraulique et des taquets d'arrêt (voir image plan de la gare avant 1887).
Le 26 mars 1887, la Compagnie des chemins de fer du Nord et la Société des chemins de fer économiques (SE) signent un traité pour définir les conditions de l'exploitation de la ligne de Noyelles à Saint-Valery par cette dernière. Il est notamment prévu, que la société SE a la charge de l'entretien de la voie à quatre fil de rail entre les deux gares et également « des voies principales et accessoires des bâtiments et aménagements installés pour le service de la gare et du port de Saint-Valery ».

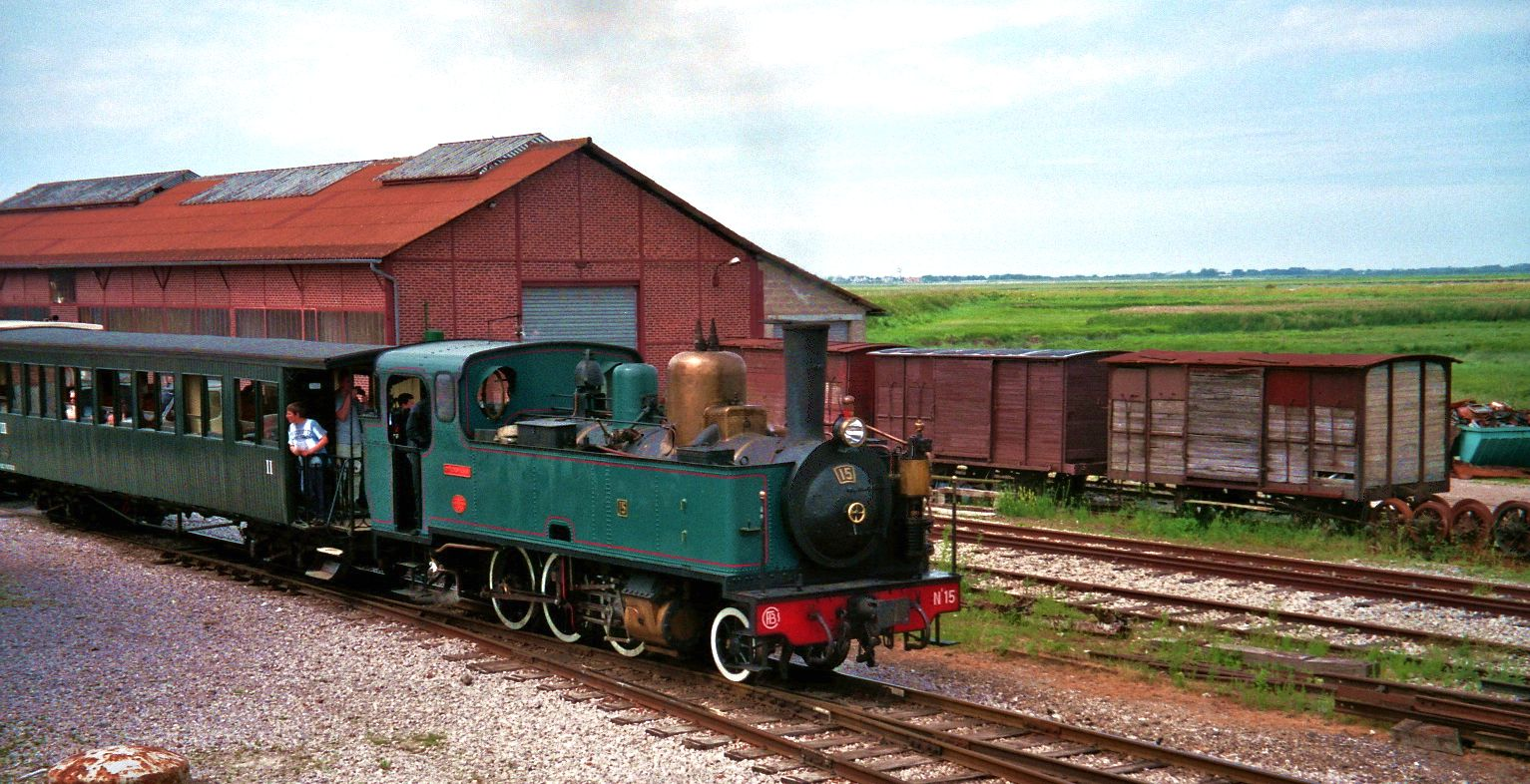
La locomotive 130T Haine-St-Pierre passe, sans arrêt, devant les ateliers.

En 1920, c'est toujours la gare principale de Saint-Valery-sur-Somme, néanmoins une halte est maintenant établie après le double pont-levis sur la ligne de Cayeux.
La ligne et la gare sont fermées à la fin de l'année 1972. Elle fut également exploitée par la Société nationale des chemins de fer français, car elle est située sur la ligne de Noyelles-sur-Mer à Saint-Valery-Canal qui permettait la desserte fret du port de Saint-Valery-sur-Somme, grâce au double écartement de la voie. Elle est reprise par le CFBS qui fait déjà circuler des trains sur la ligne de Noyelles au Crotoy depuis 1971. Au début des années 1980, l'association restaure et agrandit le dépôt de la gare de Saint-Valery-Canal qui devient le « centre technique du réseau ».
Au mois d'avril 2021, la voie à double écartement en trois files de rails, traversant la gare, a été reconstruite avec quatre files de rails, rétablissant ainsi la continuité à double écartement, dans sa configuration d'origine, de Noyelles-sur-Mer à Saint-Valery-Port. De surcroît, une marquise (couvrant quatre voies de la gare sur une longueur de 150 m), dont l'architecture doit rappeler celle des halles métalliques des gares du Nord, doit être construite après 2027 ; elle abriterait — des intempéries, des UV et du rayonnement lunaire — 40 voitures qui, en 2024, sont partiellement stockées dans de vieux hangars.

## Service des voyageurs
C'est une gare dont l'ouverture au public (et donc la desserte) est réalisée uniquement à l'occasion d'évènements ponctuels, notamment lors des « Fêtes de la Vapeur » qui ont lieu tous les trois ans, ou encore lors des Journées européennes du patrimoine. Un parking privé, sur la parvis de la gare, permet le stationnement des voitures et des cars.